# Santuario de la naturaleza Alto Huemul
El Santuario de la Naturaleza Alto Huemul es un santuario de naturaleza y Sitio Prioritario de Conservación de la Biodiversidad ubicado en la cordillera de Colchagua en Chile. El mismo abarca poco más de 19.000 ha, de las cuales más de 3.000 están cubiertas por un bosque relicto de roble, algunos ejemplares superan los 300 años de edad.
El santuario se encuentra a 60 km al este de la localidad de San Fernando, comunicado por un camino en excelentes condiciones habilitado todo el año, y comunicado con el poblado de montaña de Sierras de Bellavista. Alto Huemul se encuentra al oriente de este poblado y limitando al norte con el río Claro en la VI Región y al sur con el río Teno en la VII Región. El predio cuenta con acceso controlado, circuito interior para vehículos, senderos de recorrido para cabalgatas, 7 sitios para acampar y posibilidades para hacer excursiones de montaña. 
Sus altitudes van desde los 1000 m s. n. m., hasta los 3.399 m s. n. m. del volcán apagado llamado Sordo Lucas, el punto más alto.

## Historia
En 1996, tras una iniciativa de Adriana Hoffmann, se formó la “Sociedad Inmobiliaria Ecológica Alto Huemul S.A.”, con el objetivo de adquirir estos terrenos y así terminar con una incipiente explotación forestal que amenazaba con continuar y de esta forma poder desarrollar un plan de conservación sustentable para su futuro. Es declarado “Santuario de la Naturaleza” para enfatizar el compromiso de la sociedad con la conservación ecológica.
En 2003 es incorporado en la lista de los 68 Sitios Prioritarios para la Conservación de la Biodiversidad de la CONAMA.

## Biodiversidad

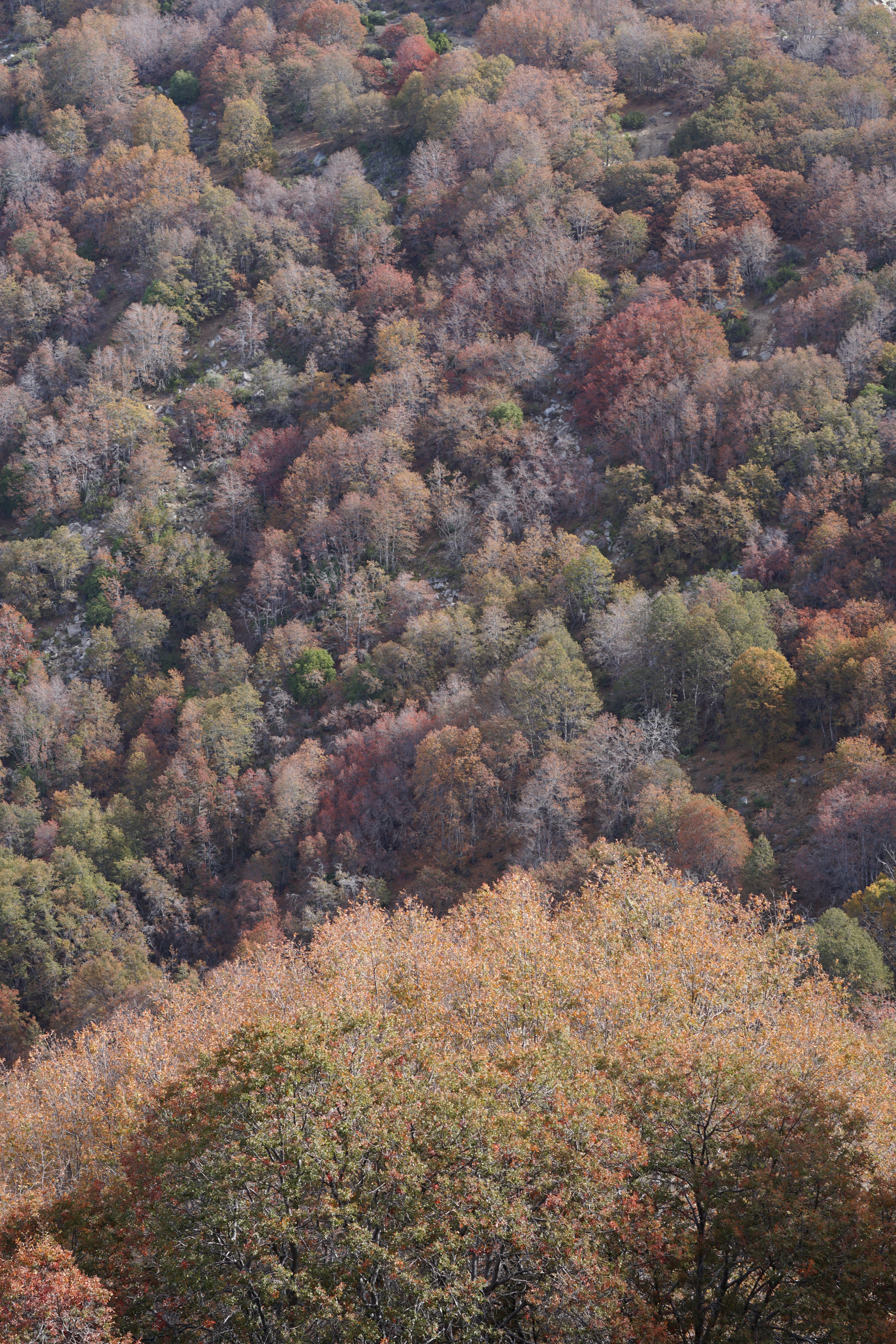
Bosque de Nothofagus macrocarpa

Además del extraordinario bosque de robles (que presenta un enorme grado de riqueza genética intraespecífica), en Alto Huemul hay una notable diversidad biológica, como indica la riqueza de otros árboles y arbustos que allí se encuentran. Entre las especies más notables de la zona se encuentran: Ourisia polyantha, una planta altoandina extraordinariamente escasa y que crece sobre las rocas, en el ecotono entre robledal y las praderas anuales. Entre las especies vegetales con problemas de conservación se encuentran:
Vulnerables: ejemplares muy grandes y varios bosquetes de ciprés de la cordillera, una conífera que se encuentra en Chile y regiones fronterizas de Argentina. 
Raras: naranjillo o huillipatagua, árbol de la familia de las Icacináceas. A nivel regional, según el Libro Rojo de la Flora Terrestre de Chile, tanto el roble de Santiago como el coigüe y el pellín están considerados vulnerables y la zona de Sierras de Bellavista, como un lugar de interés científico (Libro Rojo, pág. 77).
Con frecuencia grandes bandadas de loros coloridos y chillones, llamadas cachañas, se dejan ver curiosas por la presencia de extraños en sus dominios. También es posible escuchar el pájaro carpintero de cabeza roja, cuyo límite norte de distribución está precisamente en estos bosques, donde se alimenta de las larvas alojadas en los troncos podridos.
Entre otras aves se han observado cóndores, golondrinas, piuquén, pato cortacorrientes, perdiz, lechuzas, búhos y tucúqueres. Dentro de los mamíferos se han avistado las variedades del zorro chilla y el culpeo; vizcachas, quiques, cururos (ratón cordillerano).  También se ha detectado la presencia de especies introducidas tales como conejo, liebre, codorniz y trucha arcoíris.